# Наиф Хазази
Наиф Ахмед Хазази (араб. نايف هزازي‎, 11 января 1989, Джидда, Саудовская Аравия) — саудовский футболист, нападающий. Выступал, в частности, за клуб «Аль-Иттихад», а также национальную сборную Саудовской Аравии.

## Клубная карьера
Родился 11 января 1989 года в городе Джидда. Воспитанник футбольной школы клуба «Аль-Иттихад». Взрослую футбольную карьеру начал в 2006 году в основной команде того же клуба, в которой провёл семь сезонов, приняв участие в 80 матчах чемпионата и забил 32 гола. В составе «Аль-Иттихада» был одним из главных бомбардиров команды, имея среднюю результативность на уровне 0,4 гола за игру первенства.
К составу клуба «Аш-Шабаб (Эр-Рияд)» присоединился в 2013 году. Провёл в этой команде два сезона, приняв участие в 27 матчах и забил 21 гол в национальном чемпионате.
Летом 2015 года перешёл в команду клуба «Аль-Наср».

## Выступления за сборные
В течение 2006—2008 годов привлекался к составу молодёжной сборной Саудовской Аравии. На молодёжном уровне сыграл в 14 официальных матчах и забил 3 гола.
В 2008 году дебютировал в официальных матчах в составе национальной сборной Саудовской Аравии. В настоящее время провёл в форме главной команды страны 49 матчей и забил 15 голов.
В составе сборной был участником Кубка Азии по футболу 2011 года в Катаре и Кубка Азии по футболу 2015 года в Австралии.